# Carlos Serrano Zárate
Carlos Daniel Serrano Zárate (17 de agosto de 1998) es un deportista colombiano que compite en natación adaptada. Ganó diez medallas en los Juegos Paralímpicos de Verano entre los años 2016 y 2024. Con 78 títulos oficiales es considerado como el deportista colombiano más laureado en la historia; además, en 2022 fue elegido por la Federación Internacional de Para Natación (World Para Swimming) como el mejor nadador paralímpico del mundo.
Tiene una carrera llena de triunfos, entre los cuales no solo destacan sus medallas paralímpicas sino también las obtenidas en mundiales, en los que carlos  se ha destacado con 11 títulos. Carlos Daniel hace parte importante del impulso al deporte paralímpico en Colombia, pues en los Juegos Paralímpicos de Río 2016 le dio la primera medalla de oro al país en 36 años, estableciendo además récord del mundo.

## Palmarés internacional
| Juegos Paralímpicos | Juegos Paralímpicos     | Juegos Paralímpicos | Juegos Paralímpicos |
| Año                 | Lugar                   | Medalla             | Prueba              |
| ------------------- | ----------------------- | ------------------- | ------------------- |
| 2016                | Río de Janeiro (Brasil) | Medalla de oro      | 100 m braza SB7     |
| 2016                | Río de Janeiro (Brasil) | Medalla de plata    | 100 m libre S7      |
| 2016                | Río de Janeiro (Brasil) | Medalla de bronce   | 50 m libre S7       |
| 2020                | Tokio (Japón)           | Medalla de oro      | 100 m braza SB7     |
| 2020                | Tokio (Japón)           | Medalla de plata    | 50 m libre S7       |
| 2020                | Tokio (Japón)           | Medalla de bronce   | 50 m mariposa S7    |
| 2020                | Tokio (Japón)           | Medalla de bronce   | 200 m estilos SM7   |
| 2024                | París (Francia)         | Medalla de plata    | 50 m libre S7       |
| 2024                | París (Francia)         | Medalla de plata    | 50 m mariposa S7    |
| 2024                | París (Francia)         | Medalla de bronce   | 100 m braza SB8     |